# Morton County (North Dakota)
Das Morton County ist ein County im Bundesstaat North Dakota der Vereinigten Staaten. Der Verwaltungssitz (County Seat) ist Mandan.

## Geographie
Das County liegt südwestlich des geographischen Zentrums von North Dakota und hat eine Fläche von 5038 Quadratkilometern, wovon 49 Quadratkilometer Wasserfläche sind. Es grenzt im Uhrzeigersinn an folgende Countys: Oliver County, Burleigh County, Emmons County, Sioux County, Grant County, Stark County und Mercer County.
Der 290 Kilometer lange Heart River mündet bei Mandan in den Missouri River.

## Geschichte
Morton County wurde am 8. Januar 1873 gebildet. Benannt wurde es nach Oliver Hazard Perry Throck Morton, einem Gouverneur von Indiana.

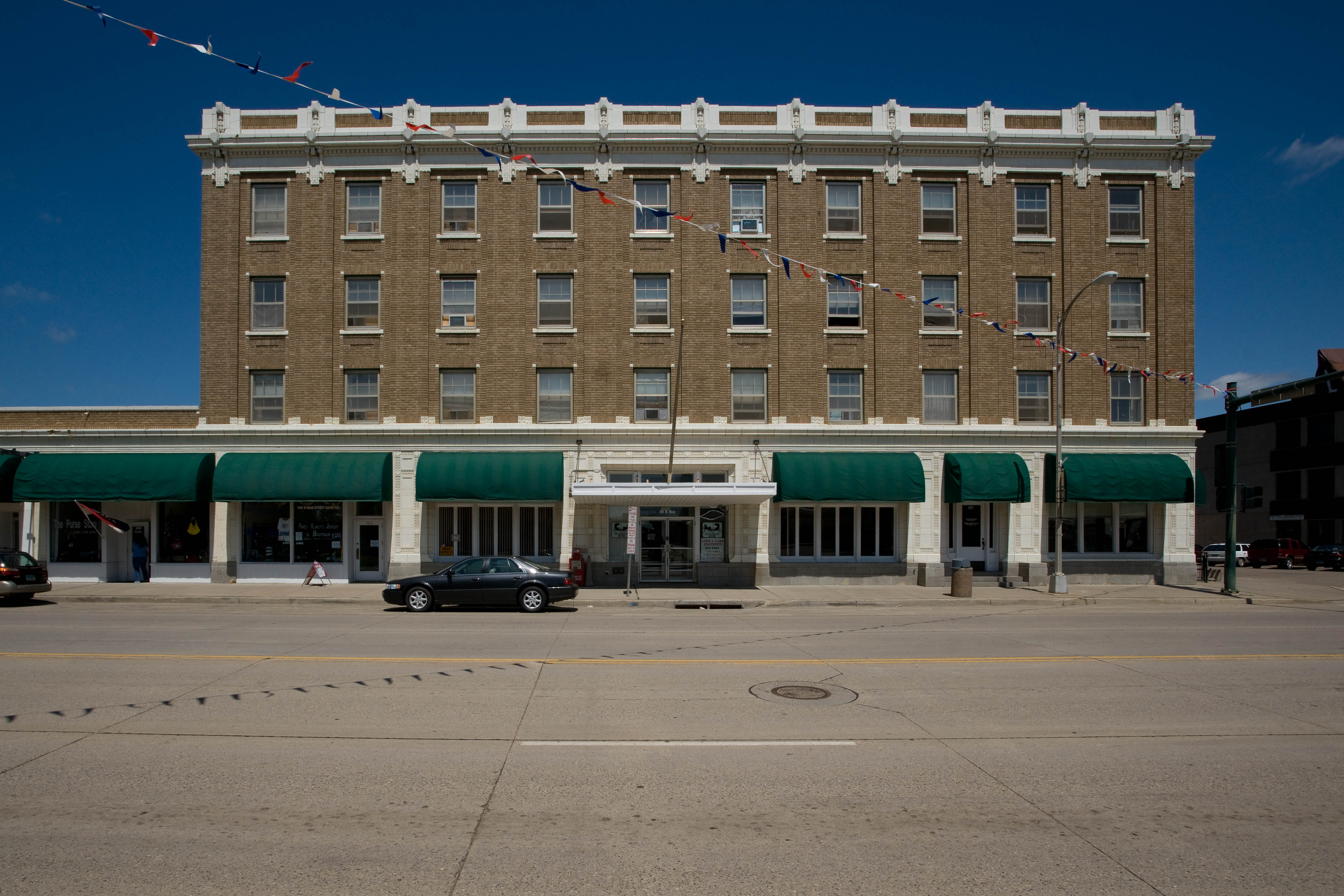
Das Lewis and Clark Hotel ist einer von zehn Einträgen des Countys im National Register of Historic Places.

Zehn Bauwerke und Stätten des Countys sind insgesamt im National Register of Historic Places eingetragen (Stand 29. März 2018).

## Demografische Daten

Alterspyramide des Morton County

Nach der Volkszählung im Jahr 2000 lebten im Morton County 25.303 Menschen in 9.889 Haushalten und 6.932 Familien. Die Bevölkerungsdichte betrug 5 Einwohner pro Quadratkilometer. Ethnisch betrachtet setzte sich die Bevölkerung zusammen aus 95,82 Prozent Weißen, 0,16 Prozent Afroamerikanern, 2,39 Prozent amerikanischen Ureinwohnern, 0,30 Prozent Asiaten, 0,01 Prozent Bewohnern aus dem pazifischen Inselraum und 0,16 Prozent aus anderen ethnischen Gruppen; 1,16 Prozent stammten von zwei oder mehr Ethnien ab. 0,65 Prozent der Bevölkerung waren spanischer oder lateinamerikanischer Abstammung.
Von den 9.889 Haushalten hatten 34,9 Prozent Kinder und Jugendliche unter 18 Jahre, die bei ihnen lebten. 58,2 Prozent waren verheiratete, zusammenlebende Paare, 8,5 Prozent waren allein erziehende Mütter, 29,9 Prozent waren keine Familien, 25,7 Prozent waren Singlehaushalte und in 10,9 Prozent lebten Menschen im Alter von 65 Jahren oder darüber. Die Durchschnittshaushaltsgröße betrug 2,51 und die durchschnittliche Familiengröße lag bei 3,03 Personen.
Auf das gesamte County bezogen setzte sich die Bevölkerung zusammen aus 27,0 Prozent Einwohnern unter 18 Jahren, 7,8 Prozent zwischen 18 und 24 Jahren, 28,2 Prozent zwischen 25 und 44 Jahren, 22,4 Prozent zwischen 45 und 64 Jahren und 14,6 Prozent waren 65 Jahre alt oder darüber. Das Durchschnittsalter betrug 37 Jahre. Auf 100 weibliche Personen kamen 99,3 männliche Personen. Auf 100 Frauen im Alter von 18 Jahren oder darüber kamen statistisch 96,3 Männer.
Das jährliche Durchschnittseinkommen eines Haushalts betrug 37.028 USD, das Durchschnittseinkommen der Familien betrug 44.592 USD. Männer hatten ein Durchschnittseinkommen von 30.698 USD, Frauen 21.301 USD. Das Prokopfeinkommen betrug 17.202 USD. 6,8 Prozent der Familien und 9,6 Prozent Familien lebten unterhalb der Armutsgrenze. Davon waren 11,0 Prozent Kinder oder Jugendliche unter 18 Jahre und 14,3 Prozent waren Menschen über 65 Jahre.

## Sehenswürdigkeiten
- Sims Lutheran Church